# Клаус, Карл Иоганнес Фердинанд
Карл Иоганнес Фердинанд Клаус (нем. Carl Johannes Ferdinand Claus; 1837 — 14 ноября 1882, Санкт-Петербург) — немецкий органист и хоровой дирижёр.
Жил и работал в Лейпциге, органист церкви Святого Иоанна, в 1867—1875 гг. одновременно возглавлял Лейпцигскую певческую академию.
В 1870 г. принял участие в конкурсе на место органиста в петербургской Лютеранской церкви Святых Петра и Павла, предоставив из Лейпцига отличные рекомендации, однако церковный совет предпочёл ему уже знакомого Луи Гомилиуса. В 1878 г. занял место органиста в другой санкт-петербургской лютеранской церкви — Святой Екатерины, где и работал до конца жизни.
Жена, Клара Клаус (урождённая Шмидт; 1843—1922) — участница женского движения, сестра Августы Шмидт. Училась в Лейпцигской консерватории у Франца Бренделя, выступала в молодости как вокалистка. Дочь, Маргарете Клаус (1876—1972) — пианистка.